# Alois Grillmeier

Wappen von Alois Kardinal Grillmeier

Alois Kardinal Grillmeier (* 1. Januar 1910 in Pechbrunn, Oberpfalz; † 13. September 1998 in Unterhaching bei München) war ein deutscher römisch-katholischer Theologe und Jesuit. Ab 1948 war er Professor für Dogmatik und Dogmengeschichte und ab 1994 Kardinal.

## Leben
Alois Grillmeier war ein Sohn des Landwirts Joseph Grillmeier (* 26. August 1874 in Pechbrunn bei Konnersreuth; † 19. April 1943 ebenda) und dessen Ehefrau Maria, geborene Weidner (* 5. August 1879 in Ödwalpersreuth bei Windischeschenbach; † 7. April 1941 in Pechbrunn), hatte acht Geschwister und war ein Enkel des Müllers Ludwig Grillmeier (* 19. August 1843 in Pechbrunn), welcher am 24. April 1866 Margerthe Lindner (* 29. Juli 1847 in Kleinbüchlberg bei Mitterteich) ehelichte, eine Tochter des Bauern Johann Lindner in Kleinbüchlberg und dessen Ehefrau Katharina geborene Zintl.
Alois Grillmeier besuchte von 1920 bis 1929 in Regensburg das Alte Gymnasium am Ägidienplatz, die Vorläuferschule vom Albertus-Magnus-Gymnasium und trat am 11. April 1929 der Ordensgemeinschaft der Jesuiten bei. Auf das Noviziat folgten Studienzeiten an Hochschulen des Ordens: von 1931 bis 1934 Philosophie am Berchmanskolleg in Pullach bei München, von 1934 bis 1936 Theologie in Valkenburg in den Niederlanden, anschließend bis 1938 an der Philosophisch-Theologischen Hochschule Sankt Georgen in Frankfurt am Main. Grillmeier wurde am 24. Juni 1937 zum Priester geweiht; die Primiz feierte er am 8. August 1937 in seinem Heimatort Pechbrunn. Nach einem Studienaufenthalt in Rom 1939/1940 folgte 1942 die Promotion zum Doktor der Theologie an der Albert-Ludwigs-Universität Freiburg. Im selben Jahr wurde er zum Militärdienst im Zweiten Weltkrieg eingezogen, 1944 aber wegen seiner Zugehörigkeit zum Jesuitenorden entlassen.
Ab 1944 war Grillmeier Dozent für Fundamentaltheologie und Dogmatik an der Hochschule in Pullach bei München, ab 1948 ordentlicher Professor für Dogmatik und Dogmengeschichte am Mauritiuskolleg (die Theologische Fakultät der Jesuiten) in Büren. An der ebenfalls jesuitischen Theologischen Fakultät der Philosophisch-Theologischen Hochschule Sankt Georgen in Frankfurt am Main war er von 1950 bis zu seiner Emeritierung im Jahre 1978 Ordinarius für Dogmatik und Dogmengeschichte. Als sein Hauptwerk gilt die mehrbändige Geschichte des christologischen Dogmas Jesus der Christus im Glauben der Kirche, die auch auf Englisch, Französisch, Italienisch und Spanisch übersetzt vorliegt und von Theresia Hainthaler weitergeführt wurde. Grillmeier gründete an der Hochschule in den 1950er Jahren ein Institut für Dogmen- und Konziliengeschichte, das nach Grillmeiers Tod 1998 als Institut für Dogmen- und Liturgiegeschichte firmierte und im Jahre 2018 in Alois-Kardinal-Grillmeier-Institut für Dogmengeschichte, Ökumene und interreligiösen Dialog umbenannt wurde.
In den Jahren von 1962 bis 1965 nahm Grillmeier als von Bischof Wilhelm Kempf berufener Konzilstheologe am Zweiten Vatikanischen Konzil teil und war ab 1963 Mitglied in dessen Theologischer Kommission. Die Vermittlung der Reformen des Konzils war ihm ein großes Anliegen: Von 1963 bis 1966 unternahm er vier Reisen nach Sambia und Malawi, um die Konzilsbeschlüsse zu erläutern und zu verbreiten. Zu Teilen der zentralen Konstitutionen Lumen gentium, Gaudium et spes und Dei verbum verfasste Grillmeier Kommentare. Er publizierte darüber hinaus Schriften zur Vermittlung von weiteren Themen des Konzils, wie zum Beispiel der Erneuerung des Ordenslebens und des Priesterbildes sowie zur Mariologie.
Grillmeier war von 1964 bis 1977 Hauptschriftleiter der Zeitschrift Scholastik, die 1966 in Theologie und Philosophie umbenannt wurde, wissenschaftlicher Beirat (1972) und Konsultor der ökumenischen Stiftung Pro Oriente in Wien (1979) sowie korrespondierendes Mitglied der Bayerischen Akademie der Wissenschaften (ab 1993).
Im Jahre 1977 wurde ihm die Ehrendoktorwürde des Katholisch-Theologischen Fachbereichs der Johannes Gutenberg-Universität Mainz, 1990 der Otto-Friedrich-Universität Bamberg verliehen. Am 26. November 1994 wurde er in Anerkennung seiner theologischen Verdienste von Papst Johannes Paul II. als Kardinaldiakon mit der Titeldiakonie San Nicola in Carcere in das Kardinalskollegium aufgenommen. Aufgrund seines zu diesem Zeitpunkt schon hohen Alters von 84 Jahren dispensierte ihn Johannes Paul II. von der Verpflichtung zum Empfang der Bischofsweihe.
Am 25. Juni 1995 war Alois Grillmeier zu einem letzten Besuch in seinem Geburtsort Pechbrunn. Er starb am 13. September 1998 in Unterhaching bei München und wurde auf dem Friedhof des Berchmanskollegs in Pullach beigesetzt.

## Schriften (Auswahl)
- Das Konzil von Chalkedon. Geschichte und Gegenwart. Hrsg. von Alois Grillmeier und Heinrich Bacht, 3 Bände Würzburg 1951–1954; 5. Auflage ebenda 1979.
- Der Logos am Kreuz. Zur christologischen Symbolik der älteren Kreuzigungsdarstellung. München 1956.
- Licht der Völker? Das Kirchenverständnis des Vaticanum II. Kevelaer 1965.
- Christ in Christian Tradition. 1965; 2. Auflage London/Oxford 1975.
  - Erweiterte deutsche Neubearbeitung: Jesus der Christus im Glauben der Kirche. 3 Bände in 5 Teilbänden, Herder, Freiburg, 1979ff.
- Wandernde Kirche und werdende Welt. Bachem, Köln, 1968.
- Ermeneutica moderna e cristologia antica. Brescia 1973.
- Mit ihm und in ihm. Christologische Forschungen und Perspektiven. Herder, Freiburg 1975; 2. Auflage 1978, ISBN 3-451-17126-0.
- Fragmente zur Christologie. Studien zum altkirchlichen Christusbild. Hrsg. von Theresia Hainthaler. Herder, Freiburg 1997, ISBN 978-3-451-26411-5.